# Wu Shuang Pu
Wu Shuang Pu (無雙譜 ; Table des Héros Inégalés) est un recueil de gravures sur bois du peintre Jin Shi (金史 ; nom de courtoisie Jin Guliang : 金古良) édité en 1694,. Il contient les biographies et les portraits imaginés de 40 notables chinois de la dynastie Han à la dynastie Song, selon un poème joint en style Yuefu.
Les illustrations ont été largement diffusées et imitées, y compris sur des œuvres en porcelaine. Jin Guliang suivait l'exemple de Cui Zizhong (崔子忠), qui a été le précurseur du renouveau de la peinture figurative depuis la dynastie Song. Il a également été inspiré par le peintre Chen Hongshou (陳洪綬 ; 1599-1652). Jin Guliang a écrit le livre avec le graveur Zhu Gui (朱圭). Il y soutient que ces héros n'ont pas d'équivalent.
Jin Guliang (vers 1625-1695) est né sous le règne de l'empereur Tianqi à Shanyin (Shaoxing, dans la province du Zhejiang en Chine) et est mort pendant la période Kangxi à environ 70 ans. Le livre original porte un sceau de Nanling, d'où son nom de Nanling Wu Shuang Pu. Une deuxième édition de ce livre datant de 1699 est conservée au Musée national de Chine. En janvier 2006, un livre original peint à la main par Wu Shuang Pu a été vendu à la maison de vente aux enchères Chongyuan de Shanghai pour 2,86 millions de CNY, soit environ 375 000 euros. 
L'érudit et philologue Mao Qiling (毛奇齡, 1623-1716) a fait l'éloge du livre, le considérant comme une trinité ; un livre de poèmes et d'estampes.

## Biographies incluses
| N° | Nom    | Traduction                                                                                                   |
| -- | ------ | --- |
| 1  | 张良   | Zhang Liang (en) (né vers 250 - mort vers 189 av. J.-C.) (Zhang Zifang 张子房, Liu Hou 留侯)                 |
| 2  | 项羽   | Xiang Yu (232-202 av. J.-C.) (Xichu Bawang 西楚霸王)                                                         |
| 3  | 伏生   | Fu Sheng (né vers 268 - mort vers 178 av. J.-C.)                                                             |
| 4  | 东方朔 | Dongfang Shuo (en) (154-93 av. J.-C.) (Dong Fang Man Qian 东方曼倩)                                          |
| 5  | 张骞   | Zhang Qian (164-114 av. J.-C.)                                                                               |
| 6  | 苏武   | Su Wu (en) (140-60 av. J.-C.) (Su Si Qing 苏子卿)                                                            |
| 7  | 司马迁 | Sima Qian (né vers 145 - mort vers 86 av. J.-C.) (Long Men Si 龙门司, Ma Qian Si 马迁司, Ma Zi Chang 马子长) |
| 8  | 董贤   | Dong Xian (23-1 av. J.-C.)                                                                                   |
| 9  | 严子陵 | Yan Zi Ling (en) (né vers 0 - mort vers 75) (Yan Xiansheng 严先生, Yan Guang 嚴光)                           |
| 10 | 曹娥   | Cao E (en) (né vers 130 - mort vers 143) (Cao Xiaonü 曹孝女)                                                 |
| 11 | 班超   | Ban Chao (32-102) (Ding Yuan Hou 定远侯)                                                                     |
| 12 | 班昭   | Ban Zhao (45-116) (Ban Huiban 班惠班, Cao Daijia 曹大家)                                                     |
| 13 | 赵娥   | Zhao E ou Pang E (en) (né vers 150 - mort vers 250) (Zhao E Qin 趙娥親)                                      |
| 14 | 孙策   | Sun Ce (175-200) (Jiang Dong Sun Lang 江东孙郎)                                                              |
| 15 | 诸葛亮 | Zhuge Liang (181-234) (Han Cheng Qiang 汉承相)                                                               |
| 16 | 焦孝然 | Jiao Xiao Ran (en) (né vers 481 - mort vers 221 av. J.-C.) (Yin Shi 隐士)                                    |
| 17 | 刘谌   | Liu Chen (en) (né vers 220 - mort vers 263) (Beidi Wang, Prince of Beidi 北地王)                             |
| 18 | 羊祜   | Yang Hu (en) (221-278) (Yang Shu Zi 羊叔子)                                                                  |
| 19 | 周处   | Zhou Chu (en) (236-297)                                                                                      |
| 20 | 绿珠   | Lüzhu (né vers 250 - mort vers 300)                                                                          |
| 21 | 陶渊明 | Tao Yuanming (365-427)                                                                                       |
| 22 | 王猛   | Wang Meng (en) (325-375) (Wang Jing Lue 王景略)                                                              |
| 23 | 謝安   | Xie An (320-385) (Xie Gong 谢公, Jin Tai Fu 晋太傅) (Xie Anshi 謝安石)                                       |
| 24 | 苏蕙   | Su Hui (351-381) (Su Ruo Lan 苏若兰)                                                                         |
| 25 | 花木兰 | Hua Mulan (né vers 400 - mort vers 500)                                                                      |
| 26 | 冼夫人 | Xian Fu Ren (né vers 512 - mort vers 602) (Lady Xian (en)) (Qiaoguo Fu Ren 谯国夫人)                         |
| 27 | 武则天 | Wu Zetian (624-705) (Wu Zhao 武曌)                                                                           |
| 28 | 狄仁杰 | Di Renjie (Liang Gong 梁公) (630-700)                                                                        |
| 29 | 安金藏 | An Jincang (en) (né vers 600 - mort vers 800) (dai guo gong le gong an 代国公乐工安金藏)                     |
| 30 | 郭子仪 | Guo Ziyi (697-781) (Shangfu Guo/changfu Guo, fen yang wang 尚父郭汾阳王)                                     |
| 31 | 李白   | Li Bai (701-762) (Li Tai Bai, Li po, Li Tai Po, Li Qing Lian, (Hao) Qinglian Jushi)                          |
| 32 | 李泌   | Li Bi (en) (722-789) (Li Mi 李泌) (Liye Hou 李邺侯)                                                          |
| 33 | 张承业 | Zhang Chengye (en) (846-922) (Tang Jian Jun 唐建军)                                                          |
| 34 | 冯道   | Feng Dao (en) (882-954) (chang yue lao 长乐老)                                                               |
| 35 | 陳摶   | Chen Tuan (871-989) (Chen Chuan 陈抟, Chen Tunan, Xian Cheng (华山陈图南先生 hua shan chen tu nan xian))     |
| 36 | 钱镠   | Qian Liu (en) (852-932) (Qian X), (吴越钱武肃王 wu yue qian wu su wang)                                      |
| 37 | 安民   | An Min (en) (né vers 1050 - mort vers 1125)                                                                  |
| 38 | 陈东   | Chen Dong (en) (1086-1127) (Tai Xue Lu 太学绿)                                                               |
| 39 | 岳飞   | Yue Fei (1103-1142) (Yue E Wang 岳鄂王)                                                                      |
| 40 | 文天祥 | Wen Tianxiang (1236-1283) (Wen Chengxiang 丞相)                                                              |

## Rééditions sélectionnées (en chinois)
- Jin Guliang, Wu shuang pu, Shijiazhuang, Chine, Hebei maison d'édition peoples, 1996 (ISBN 7531008157).
- Jin Guliang, Wu shuang pu, Hefei, Chine, Anhui maison d'édition peoples, 2013 (ISBN 7212060542).

## Rééditions sélectionnées (en anglais)
- Arno Jacobs, The Beauty of Chinese Porcelain, Symbolism and WuShuangPu, 2021 (ISBN 9798716899834).